# Argenta (keramik)
Argenta (efter latinets argentum, 'silver') är en keramikserie med konst- och prydnadsföremål från Gustavsbergs porslinsfabrik 1930 till 1970-tal. Serien med silverdekorationer mot grön glasyr räknas till ett typiskt uttryck för Swedish grace och art deco.

## Historik

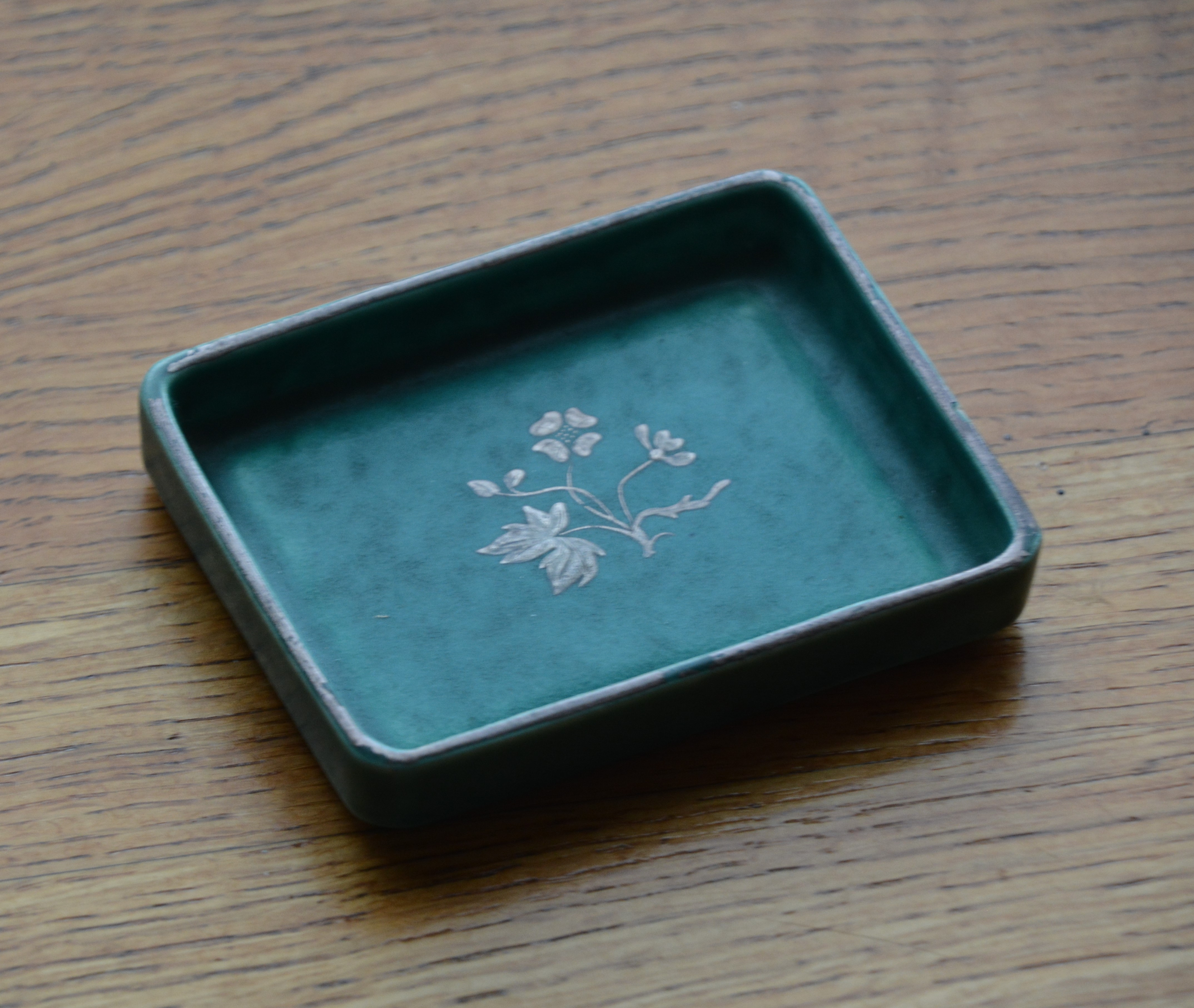
Wilhelm Kåges Argenta-askfat.

Argenta formgavs av fabrikens konstnärlige ledare Wilhelm Kåge (1889–1960) och visades första gången på Stockholmsutställningen 1930. Argenta blev snabbt en försäljningssuccé. 
De första föremålen målades av Kåge själv, men snart byggdes en Argenta-avdelning upp som i slutet av 1930-talet hade 30 anställda målare, gjutare och drejare. Argenta visades i London 1931, i New York 1936 och blev en signaturprodukt för Gustavsberg. Grön Argenta var den stora produkten, men även ovanligare röda, bruna och blå versioner tillverkades. En ljusare variant kallades Argenta Celadon. Inga andra typer än den gröna blev några större artiklar. Seriens storhetsperiod var på 1940-talet. 
Argenta var typisk salongs- och presentkeramik, samt en stor turistartikel. Både praktpjäser och enkla föremål tillverkades. 1937 skapades Pariserkrukan, en 50 kilo tung Argentapjäs som drejades av mästerdrejaren Berndt Friberg och skänktes av Stockholms stad till Paris. 
I takt med att intresset för Argenta minskade togs nya varianter fram. 1946 kom den vita Grazia, formgiven av Stig Lindberg. 1955 förnyades serien med Argenta Nova. Tidigt 1960-tal kom Argentaminiatyrer. Argentamålaren Börje Skohg (1923–2006) förnyade silvermåleriet på flodstenar, plattor och Kiruna-malm. Målaren Sven Jonson tog fram egna silvermålade serier som Facett, Filigran och Lagun. 
Argenta-keramikserien fasades ut under 1970-talet. Det sista silvermåleriet utfördes av Heinz Erret som målade plattor på 1980-talet.